# Saletto
Saletto é uma comuna italiana da região do Vêneto, província de Pádua, com cerca de 2.579 habitantes. Estende-se por uma área de 10 km², tendo uma densidade populacional de 258 hab/km². Faz fronteira com Megliadino San Fidenzio, Montagnana, Noventa Vicentina (VI), Ospedaletto Euganeo, Poiana Maggiore (VI), Santa Margherita d'Adige.

## Demografia
| Variação demográfica do município entre 1861 e 2011                               |
|                                                                                   |
| Fonte: Istituto Nazionale di Statistica (ISTAT) - Elaboração gráfica da Wikipedia |